# Constantí Manasses
Constantí Manasses (en llatí Constantinus Manasses, en grec Κωνσταντῖνος ὁ Μανάσση) fou un historiador romà d'Orient del segle xii, que va viure sota l'emperador Manuel I Comnè (r. 1143-1180).
Va escriure l'obra Σύνοψις ἱστορική que relatava la història des de la creació del món fins al 1081 quan va pujar al poder Aleix I Comnè, en versos que foren anomenats versos politici, però que més aviat són de prosa rítmica. Conté 6.733 versos i 12 versos addicionals.